# Bart Aernouts (Radsportler)
Bart Aernouts (* 23. Juni 1982 in Essen) ist ein ehemaliger belgischer Cyclocrossfahrer.

## Werdegang
Bart Aernouts wurde im Jahr 2000 belgischer Junioren-Cyclocrossmeister und er gewann auch den Weltmeistertitel in dieser Klasse. Von 2002 bis 2010 stand er bei Rabobank Continental unter Vertrag, dem Cyclocross- und Farmteam des ProTeams Rabobank. 2004 gewann er den Internationalen Radquer in Steinmaur und er konnte ein Crossrennen in Fourmies für sich entscheiden. In den Folgejahren gewann er weitere Rennen in Huijbergen, Schmerikon, Harderwijk, Sint-Michielsgestel, Faè di Oderzo, Rucpchen und zweimal in Woerden. Ende der Cyclocross-Saison 2014/2015 beendete er seine Karriere.

## Erfolge
1999/2000
- Cyclocross-Weltmeister (Junioren)
- Belgischer Crossmeister (Junioren)

2004/2005
- Intern. Radquer Steinmaur, Steinmaur

2007/2008
- Int. Cyclo-Cross Huijbergen, Huijbergen

2008/2009
- Badiquer Schmerikon, Schmerikon

2009/2010
- Openingsveldrit van Harderwijk, Harderwijk
- Grand Prix Groenendaal, Sint-Michielsgestel

2010/2011
- Ciclocross del Ponte, Faè di Oderzo

2011/2012
- Nacht van Woerden, Woerden
- Internationale Cyclocross Rucphen, Rucphen

2012/2013
- Nacht van Woerden, Woerden

## Teams
- 2001 Rabobank GS3
- 2002 Rabobank TT3
- 2003 Rabobank TT3
- 2004 Rabobank TT3
- 2005 Rabobank Continental
- 2006 Rabobank Continental
- 2007 Rabobank Continental
- 2008 Rabobank Continental
- 2009 Rabobank Continental
- 2010 Rabobank Continental (bis 31. Juli)
- 2010 Rabobank-Giant Off-Road Team (ab 1. August)
- 2011 Rabobank-Giant
- 2012 Rabobank-Giant (bis 31. Januar)
- 2012 AA Drink Cyclocross Team (ab 1. Februar)
- 2013 AA Drink/Leontien.nl Pro
- 2014 Corendon-Kwadro (ab 25. September)
- 2015 Corendon-Kwadro (bis 22. Februar)